# Mekarlaksana (Culamega)
Mekarlaksana is een bestuurslaag in het regentschap Tasikmalaya van de provincie West-Java, Indonesië. Mekarlaksana telt 2670 inwoners (volkstelling 2010).